# FabStyle
『FabStyle』（ファブスタイル）は、コーエーテクモゲームスから2011年11月24日に発売されたゲームソフト。ニンテンドーDS版とニンテンドー3DS版が同時発売された。
アパレルショップの店長となって店をプロデュースしていく女性向けSLG。ミッツ・マングローブやグレース・マーヤが出演しており、CMには佐々木希が出演している。